# Mitra fultoni
Mitra fultoni is een slakkensoort uit de familie van de Mitridae. De wetenschappelijke naam van de soort is voor het eerst geldig gepubliceerd in 1892 door E. A. Smith.